# Anabel Medina
Anabel Medina Ventura (født 15. december 1996) er en atlet fra Den Dominikanske Republik.
Hun konkurrerede i den blandede 4 × 400 meter stafetbegivenhed ved Sommer-OL 2020, hvor hun tog sølv.